# بيلاير
بيلاير (بالإنجليزية: Bellaire)‏ هي مدينة أمريكية تقع في ولاية تكساس.تبلغ مساحة هذه المدينة 9.4 (كم²)،ويبلغ عدد سكانها 16855 نسمة حسب إحصاء سنة 2010 م. تشير إحصاءات سنة 2000م بأن الكثافة السكانية في هذه المدينة تقدر بـ(1668.3) نسمة/كم2.

## التركيبة السكانية
حدّد مكتب تعداد الولايات المتحدة بيانات التركيبة السكانية لبيلاير في تعداد الولايات المتحدة. في ما يلي، التركيبة السكانية حسب تعدادي 2000 و2010.

### تعداد عام 2000
بلغ عدد سكان بيلاير 15,642 نسمة بحسب تعداد عام 2000، وبلغ عدد الأسر 6,019 أسرة وعدد العائلات 4,319 عائلة مقيمة في المدينة. في حين سجلت الكثافة السكانية 1,678.3 نسمة لكل كيلومتر مربع (4,346.8/ميل2). وبلغ عدد الوحدات السكنية 6,315 وحدة بمتوسط كثافة قدره 677.6 لكل كيلومتر مربع (1,755.0/ميل2).
وتوزع التركيب العرقي للمدينة بنسبة 89.11% من البيض و0.84% من الأمريكيين الأفارقة و0.27% من الأمريكيين الأصليين و6.35% من الأمريكيين ذوي الأصول الآسيوية و0.06% من سكان جزر المحيط الهادئ و1.85% من الأعراق الأخرى و1.52% من عرقين مختلطين أو أكثر و7.81% من الهسبانيون أو اللاتينيون من أي عرق.
بلغ عدد الأسر 6,019 أسرة كانت نسبة 39.9% منها لديها أطفال تحت سن الثامنة عشر تعيش معهم، وبلغت نسبة الأزواج القاطنين مع بعضهم البعض 61.3% من أصل المجموع الكلي للأسر، ونسبة 8.1% من الأسر كان لديها معيلات من الإناث دون وجود شريك، بينما كانت نسبة 2.4% من الأسر لديها معيلون من الذكور دون وجود شريكة وكانت نسبة 28.2% من غير العائلات. تألفت نسبة 23.5% من أصل جميع الأسر من عدة أفراد يعيشون في نفس المنزل ونسبة 9.6% كانت تتألف من شخص يعيش بمفرده يبلغ من العمر 65 عاماً أو أكثر. وبلغ متوسط حجم الأسرة المعيشية 2.58، أما متوسط حجم العائلات فبلغ 3.09.
بلغ العمر الوسطي للسكان 39.8 عاماً. وكانت نسبة 27.6% من القاطنين تحت سن الثامنة عشر، وكانت نسبة 3.9% بين الثامنة عشر والرابعة والعشرين عاماً، ونسبة 29.9% كانت واقعةً في الفئة العمرية ما بين الخامسة والعشرين والرابعة والأربعين عاماً، ونسبة 26.8% كانت ما بين الخامسة والأربعين والرابعة والستين، ونسبة 11.1% كانت ضمن فئة الخامسة والستين عاماً فما فوق. يوجد لكل 100 أنثى 93.7 ذكر، ويوجد لكل 100 أنثى في الثامنة عشر من عمرها فما فوق 87.4 ذكر.
بلغ متوسط دخل الأسرة في المدينة 89,775 دولارًا، أما متوسط دخل العائلة فبلغ 104,200 دولارًا. وكان متوسط دخل الذكور 72,295 دولارًا مقابل 49,766 دولارًا للإناث. وسجل دخل الفرد الخاص بالمدينة 46,674 دولارًا. وكانت نسبة 1.9% من العائلات ونسبة 2.6% من السكان تحت خط الفقر، وكان من هؤلاء نسبة 2.5% تحت سن الثامنة عشر ونسبة 5.1% في الخامسة والستين من العمر وما فوق.

### تعداد عام 2010
بلغ عدد سكان بيلاير 16,855 نسمة بحسب تعداد عام 2010، وبلغ عدد الأسر 6,053 أسرة وعدد العائلات 4,688 عائلة مقيمة في المدينة. في حين سجلت الكثافة السكانية 1,808.5 نسمة لكل كيلومتر مربع (4,684.0/ميل2). وبلغ عدد الوحدات السكنية 6,427 وحدة بمتوسط كثافة قدره 689.6 لكل كيلومتر مربع (1,786.1/ميل2).
وتوزع التركيب العرقي للمدينة بنسبة 79.99% من البيض و1.64% من الأمريكيين الأفارقة و0.24% من الأمريكيين الأصليين و14.14% من الأمريكيين ذوي الأصول الآسيوية و0.01% من سكان جزر المحيط الهادئ و1.76% من الأعراق الأخرى و2.21% من عرقين مختلطين أو أكثر و9.46% من الهسبانيون أو اللاتينيون من أي عرق.
بلغ عدد الأسر 6,053 أسرة كانت نسبة 44.2% منها لديها أطفال تحت سن الثامنة عشر تعيش معهم، وبلغت نسبة الأزواج القاطنين مع بعضهم البعض 67.5% من أصل المجموع الكلي للأسر، ونسبة 7.2% من الأسر كان لديها معيلات من الإناث دون وجود شريك، بينما كانت نسبة 2.7% من الأسر لديها معيلون من الذكور دون وجود شريكة وكانت نسبة 22.6% من غير العائلات. تألفت نسبة 19.2% من أصل جميع الأسر من عدة أفراد يعيشون في نفس المنزل ونسبة 7.9% كانت تتألف من شخص يعيش بمفرده يبلغ من العمر 65 عاماً أو أكثر. وبلغ متوسط حجم الأسرة المعيشية 2.78، أما متوسط حجم العائلات فبلغ 3.21.
بلغ العمر الوسطي للسكان 41.6 عاماً. وكانت نسبة 29.4% من القاطنين تحت سن الثامنة عشر، وكانت نسبة 4.5% بين الثامنة عشر والرابعة والعشرين عاماً، ونسبة 21.7% كانت واقعةً في الفئة العمرية ما بين الخامسة والعشرين والرابعة والأربعين عاماً، ونسبة 34% كانت ما بين الخامسة والأربعين والرابعة والستين، ونسبة 10.4% كانت ضمن فئة الخامسة والستين عاماً فما فوق. وتوزع التركيب الجنسي للسكان بنسبة 48.6% ذكور و51.4% إناث.

## معرض صور

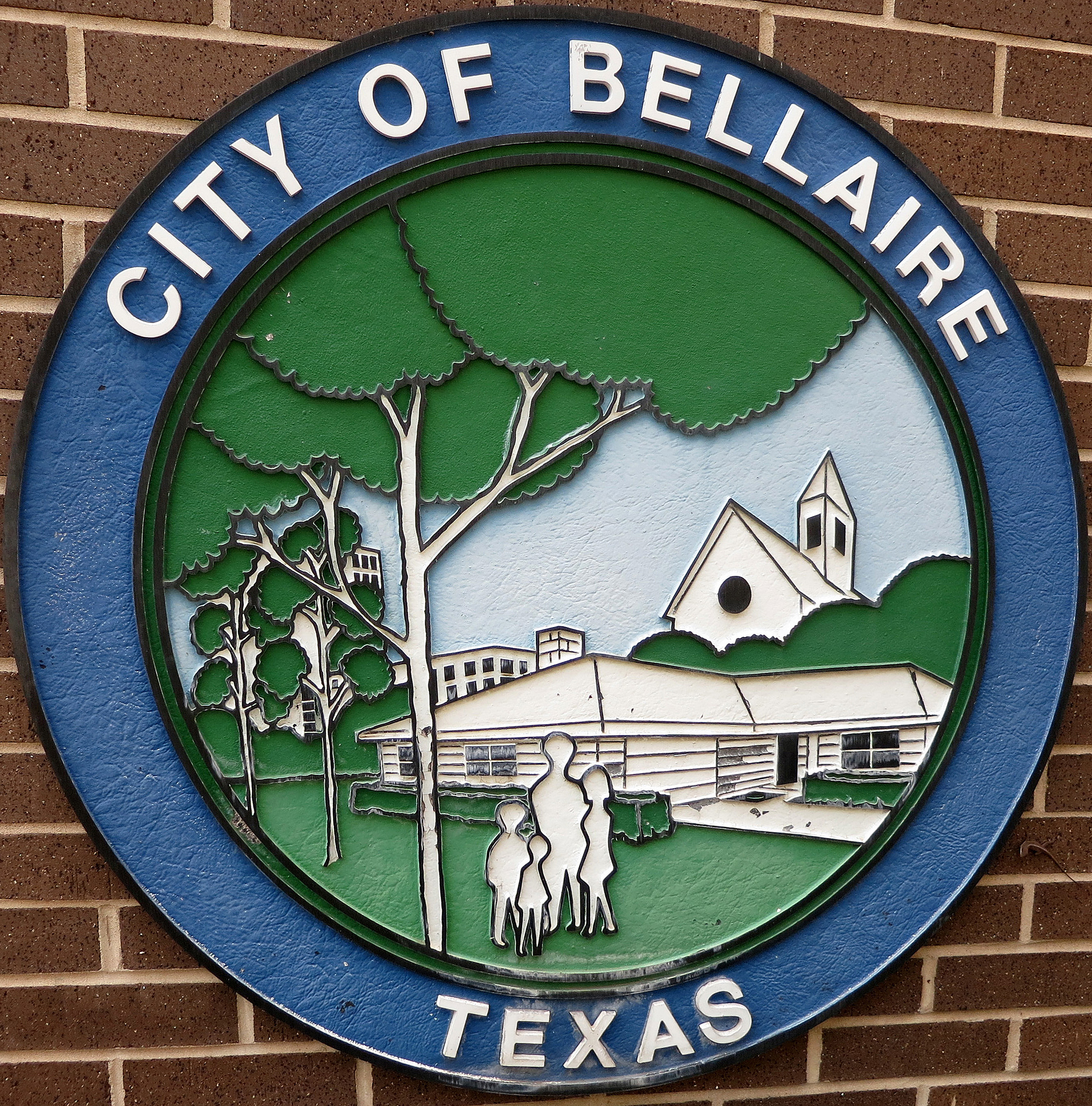
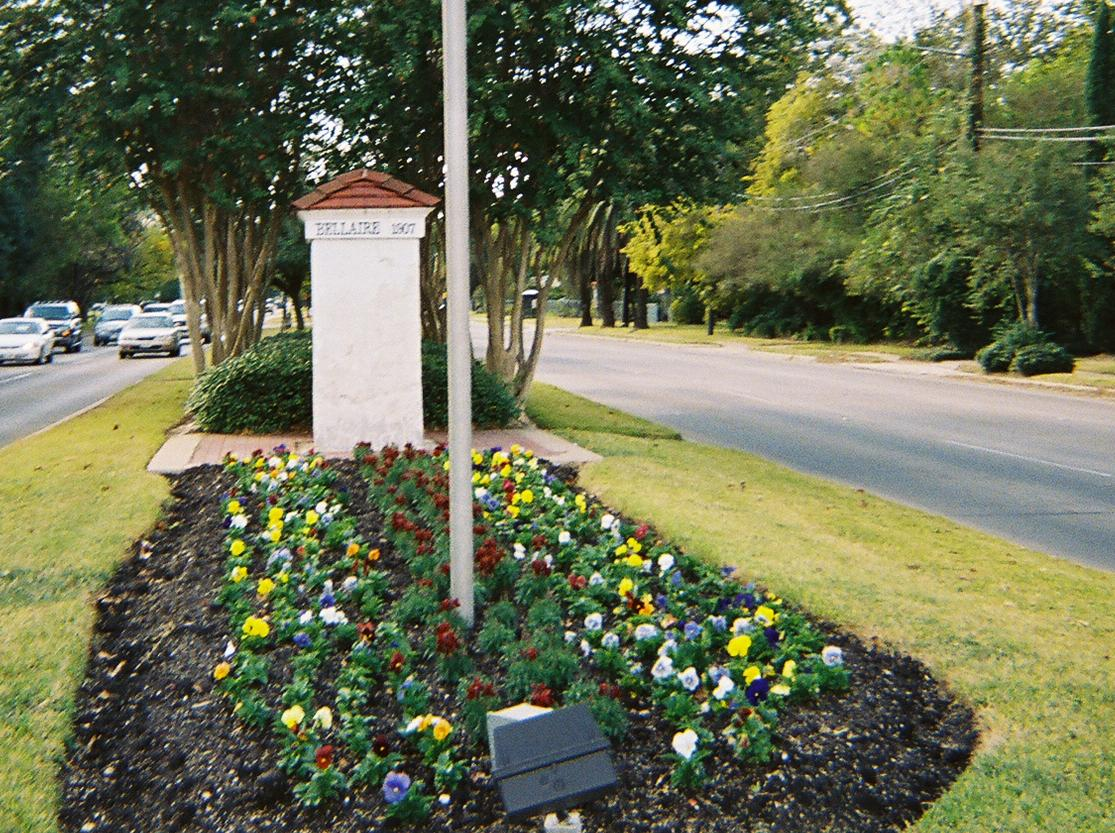
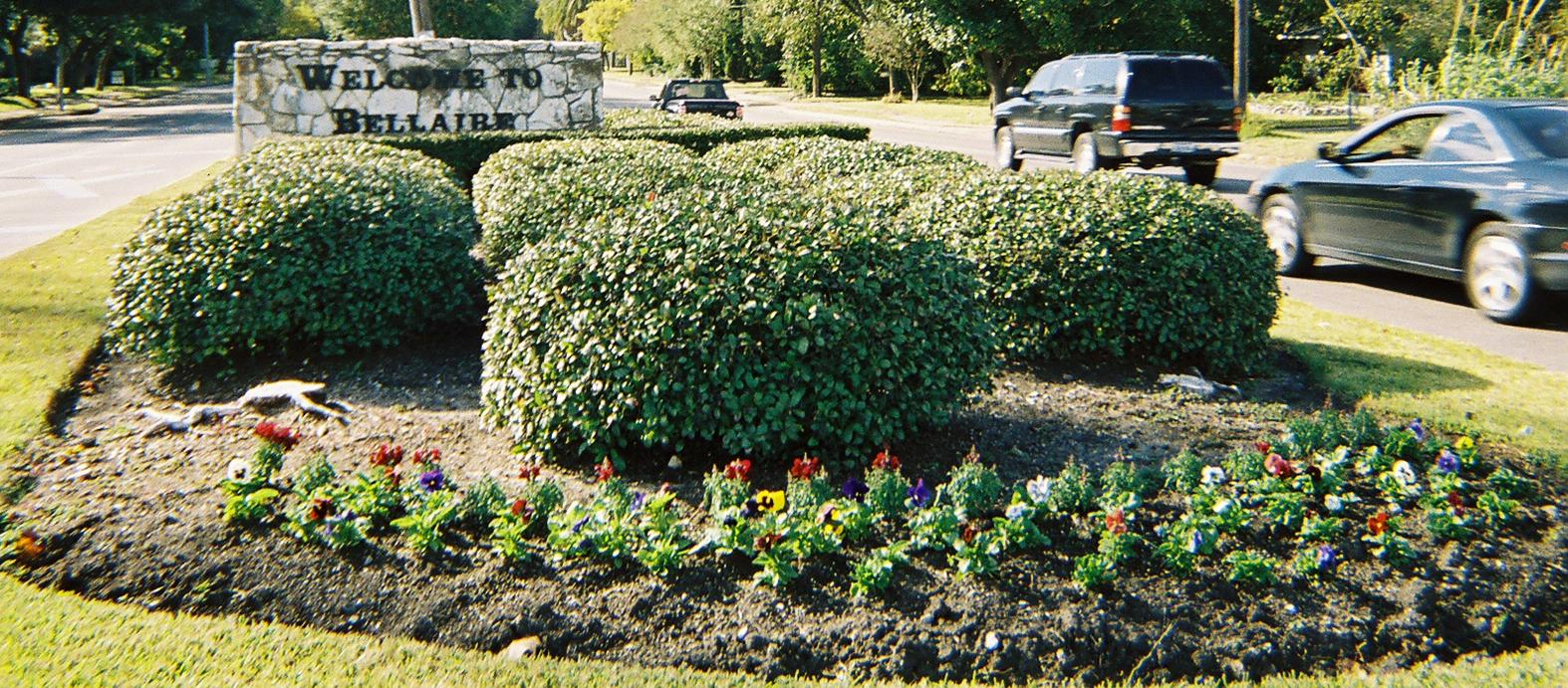
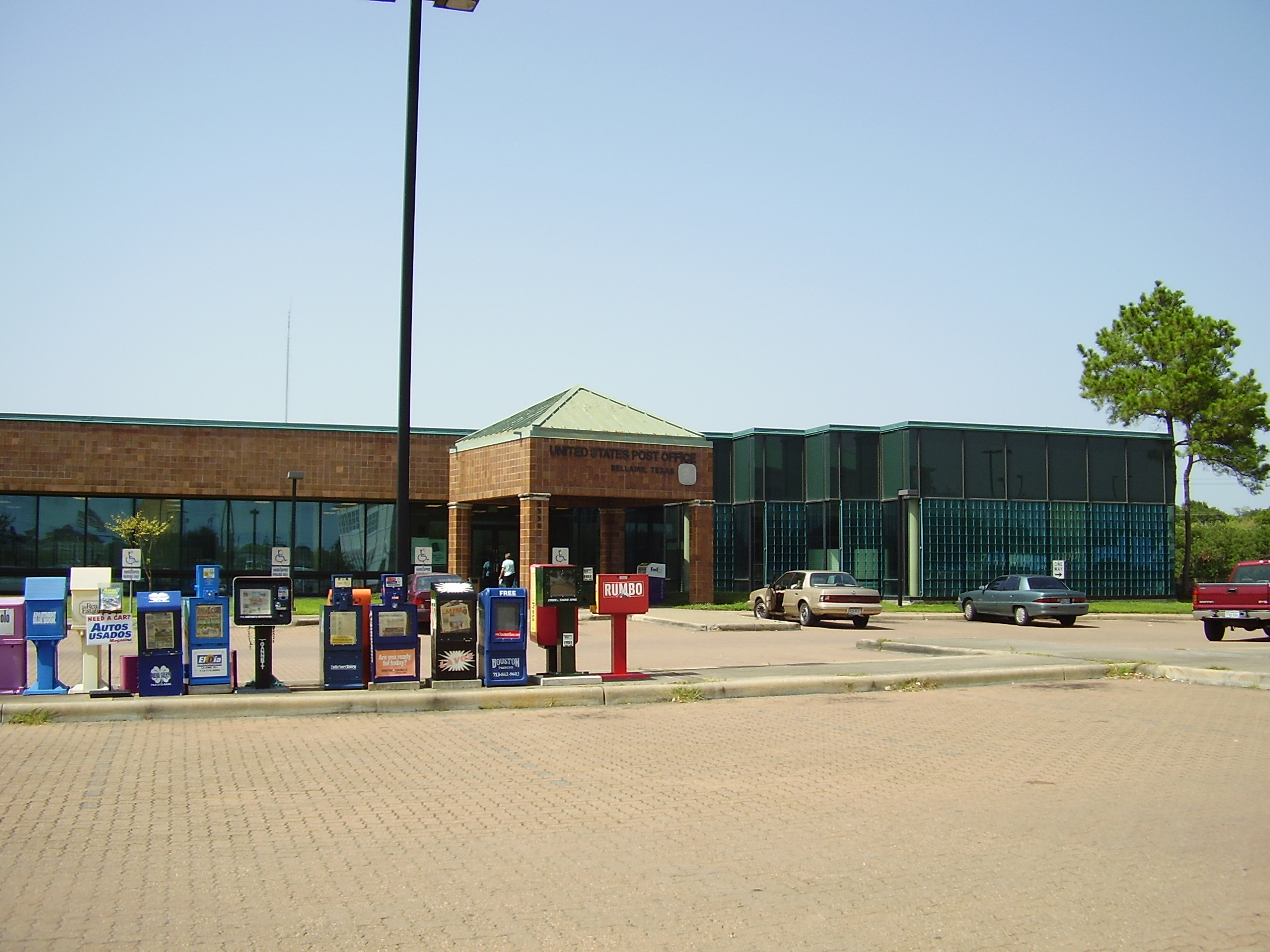

## أعلام
- بوبا كروسبي